# Paneb (artisan de Deir el-Médineh)
Pour les articles homonymes, voir Paneb.
Paneb (décédé probablement en -1193) est un artisan peu scrupuleux du village d'ouvriers de Deir el-Médineh dont le nom a fait la chronique judiciaire à la XIXe dynastie. Il parvient au poste de chef des ouvriers après la mort violente de son prédécesseur Néferhotep ; il y est attesté pour la dernière fois en l'an 2 de Siptah, date de son licenciement.
Ses forfaits firent tant de bruit que, sous le règne de Ramsès III, son cas fut cité comme précédent juridique au cours d'un procès au sujet d'un vol de pierres dans la tombe d'un fils de Ramsès III.

## Méfaits
Les premières mentions de Paneb apparaissent dans la plainte d'un certain Amonnakht dont le père était chef d'équipe et avait nommé son fils aîné Néferhotep pour lui succéder. Mais celui-ci fut assassiné dans des circonstances mystérieuses et ce décès impliquait que ce fût normalement Amonnakht qui héritât des fonctions de leur père puisque son aîné était mort sans enfant. Mais Paneb, soudoyant le vizir, déposséda Amonnakht et prit sa place.
Paneb s'étant assuré de la protection d'un personnage important de la communauté, il accomplit sereinement ses forfaits, se distinguant notamment par son caractère violent. Plusieurs dépositions font en effet état de violences répétées, la nuit, contre des ouvriers auxquels il jetait des pierres. Nombre de dépositions font également état de ses relations illicites avec des femmes, sans qu'on comprenne bien s'il s'agissait d'adultères ou carrément de viols. Le texte égyptien n'est pas explicite, sauf une fois :
« Il dépouilla Iyemouhaou de son habit et la jeta sur le faîte d'un mur et la força. »
Outre sa propension à la violence physique, Paneb était malhonnête et fut impliqué dans plusieurs affaires de détournement de biens, notamment en accaparant à son profit le travail des ouvriers, les obligeant à construire sa propre tombe au lieu de celle de Séthi II. Qui plus est, il préleva les pierres destinées à l'édification de la demeure d'éternité du pharaon pour sa propre sépulture. L'archéologie a permis de les retrouver dans la tombe de Paneb, la tombe thébaine TT211, creusée à même la falaise de Deir el-Médineh.
Profitant des troubles politiques provoqués par l'avènement de l'usurpateur Amenmes, destitué par Séthi II, il fait renvoyer le vizir qui voulait le sanctionner. Mais si aucun texte ne le dit clairement, il semble qu'il finit par être condamné par le vizir Hori. Sa célébrité le rattrapa sous le règne de Ramsès III une dizaine d'années plus tard, lors du procès d'un autre voleur :
« (...) Or vous avez vu l'attitude du vizir Hori au sujet du problème de l'enlèvement des pierres ; on dit « Le chef d'équipe Paneb a enlevé des pierres (...) ». Et Qenna le fils de Rout a agi très exactement de la même manière au sujet du couronnement de la tombe des enfants royaux du roi l'Osiris Ousermaâtrê-Sétepenrê. Faites examiner ce que vous devrez leur faire. »
Le procès de Paneb est décrit dans le Papyrus Salt 124, conservé au British Museum.

## Sépulture
|                    | Paneb                          |  |
| ------------------ | ------------------------------ |  |
| Type               | tombeau                        |  |
|                    |                                |  |
| Emplacement        | Vallée des Nobles, tombe TT211 |  |
| Date de découverte |                                |  |
| Découvreur         |                                |  |
| Fouilles           |                                |  |
| Objets découverts  |                                |  |

Sa tombe, TT211, est située à Deir el-Médineh, dans la vallée des Nobles de la nécropole thébaine, sur la rive ouest du Nil, face à Louxor en Égypte.